# Tir lliure (bàsquet)
|  | Per a altres significats, vegeu «Tir lliure (futbol)». |

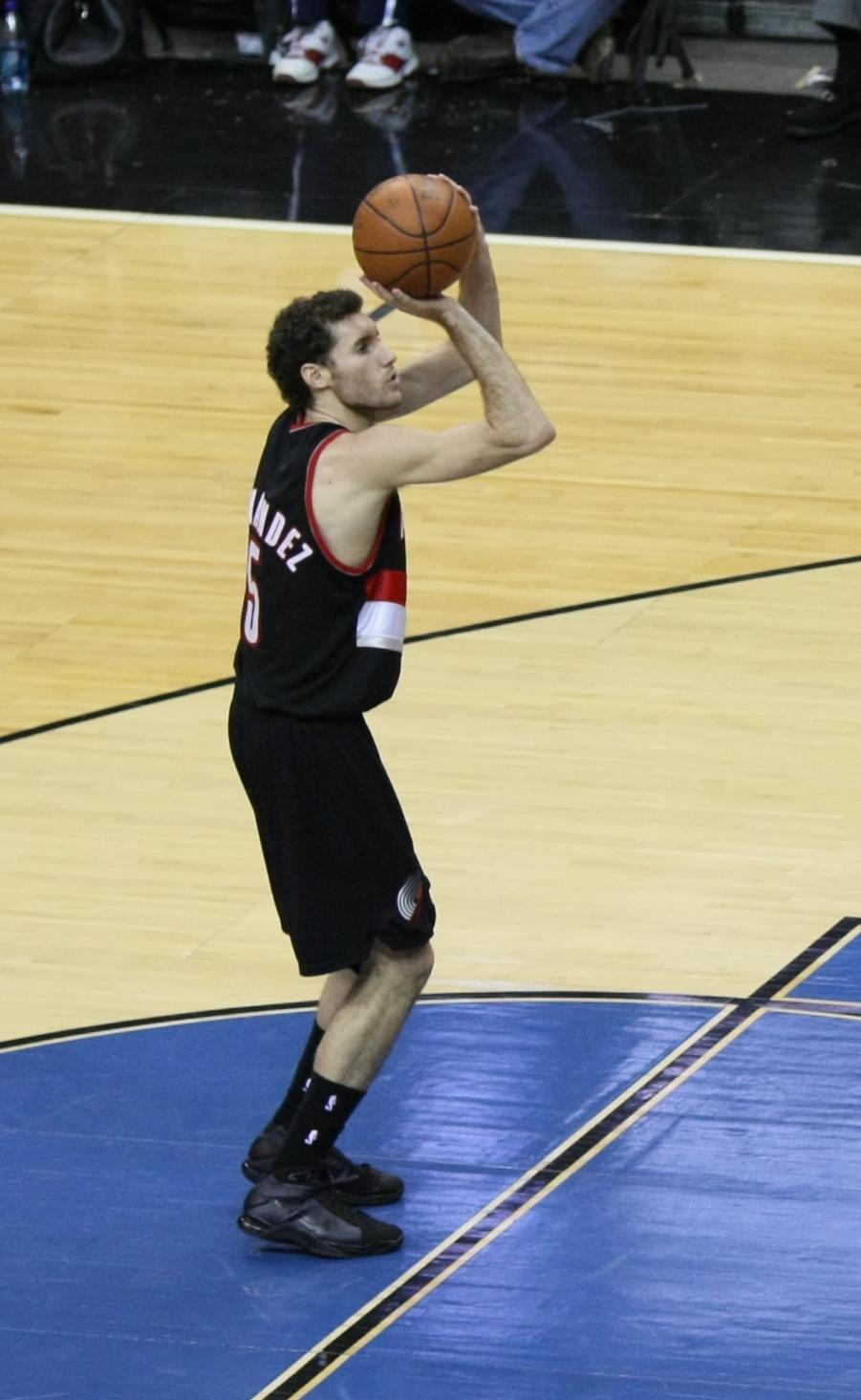
Rudy Fernández llançant un tir lliure amb els Blazers.

Al bàsquet, un tir lliure és un llançament a la cistella que es produeix sempre des de la mateixa posició, des d'una línia (situada a 4,60 metres del cèrcol a les competicions que segueixen el reglament FIBA i a 5,60 metres de l'anella a l'NBA i que normalment es produeix com a conseqüència d'una sanció per decisió arbitral, ja sigui falta personal o bé tècnica.
Cada llançament de tir lliure anotat dona un punt a l'equip que el realitza. Tot i que és el tipus de llançament que menys punts dona, resulta extremadament important al partit, ja que generalment els equips arriben a la línia de tirs lliures uns quants llocs al llarg del partit. En ser un llançament des de la mateixa posició, molts jugadors tenen un percentatge d'anotació molt alt.

## Jugades sancionades amb tirs lliures
Situacions en què els jugadors van a la línia de tirs lliures:
- Falta personal de tir: Quan un jugador amb la pilota a la mà està llançant a la cistella i el defensor comet una falta, se li concediran 2 o 3 tirs lliures (depenent de la distància d'on l'atacant tenia intenció de llançar) si falla el llançament i 1 llançament sols si l'atacant aconsegueix encistellar malgrat el contacte (jugada anomenada 2+1 o 3+1 segons l'argot basquetbolístic)
- Bonus: Quan un equip supera les quatre faltes personals juntes, totes les faltes a partir d'aquest moment es concediran tirs lliures.
- Falta tècnica: Quan l'àrbitre assenyala una falta tècnica (penalització provocada per una protesta o per un comportament incorrecte a la pista). A diferència dels altres casos on el jugador que rep la falta está obligat a llançar els tirs lliures, en aquest cas, qualsevol jugador pot tirar-los (assegurant un major encert en ser normalment el millor tirador de l'equip qui es nomena voluntari).
- Falta antiesportiva: Antigament anomenada intencionada, es produeix quan un jugador comet una falta personal sense opció de jugar la pilota, parant antiesportivament una situació d'atac. També es pot sancionar d'aquesta manera quan un jugador, essent l'últim defensor, fa una falta per darrere o lateral al jugador que acabaria el contraatac sol.
- Falta desqualificant: Quan un jugador o entrenador és desqualificat per mostrar un comportament totalment contrari a l'esperit esportiu (violència, insults greus, amenaces...), l'equip infractor és castigat amb 2 tirs lliures per a l'altre equip (els pot tirar qualsevol jugador en pista, com a la falta tècnica) i possessió des de la prolongació de la línia divisòria del mig camp.